# Colintraive
Colintraive (gael. Caol an t-Snàimh) – wieś w Szkocji w hrabstwie Argyll and Bute. Położona jest na półwyspie Cowal nad kanałem Kyles of Bute.
Nazwa w języku szkockim gaelickim, Caol an t-Snàimh, oznacza „przesmyk pływania” i jest związana z tym, że w przeszłości w Colintraive bydło przepływało przez wąski przesmyk na wyspę Bute. Obecnie we wsi znajduje się połączenie promowe w Rhubodach na Bute, obsługiwane przez CalMac.